# The Perfect Lady
The Perfect Lady è una comica muta del 1924, diretto da Rob Wagner con Charley Chase. Il film fu distribuito il 24 febbraio 1924.